# Microsoft Security Essentials
Chronologie des versions
Windows Live OneCare Windows Defender
Microsoft Security Essentials (nom de code Morro) est un logiciel antivirus créé par Microsoft qui fournit une protection contre les virus, les logiciels espions, rootkits et chevaux de Troie pour Windows XP, Windows Vista et Windows 7. La version finale est disponible depuis fin septembre 2009.
Il succède à Windows Live OneCare. Le nouveau nom de cet outil est désormais Windows Defender.

## Licence
Microsoft Security Essentials vérifie la validité du système d'exploitation pendant et après l'installation. Si le système d'exploitation n'est pas authentique, Microsoft Security Essentials en informe l'utilisateur de la question, et peut cesser de fonctionner après une période de temps.

## Performances
(juillet 2018).
Plusieurs tests[réf. souhaitée] ont montré que la protection en temps réel de Microsoft Security Essentials est efficace et que le logiciel gère très bien les nouveaux virus et sa très bonne détection des virus, trojans [et] rogues permet d'affirmer que pour une utilisation simple et quotidienne, ce produit peut largement faire l’affaire. Sa lenteur de nettoyage est cependant pointée du doigt[Par qui ?].
Sur la page du Centre de protection Microsoft contre les programmes malveillants (en anglais), les utilisateurs peuvent voir les dernières menaces intégrées à Microsoft Security Essentials.
Selon un test réalisé par l'organisme indépendant AV-TEST en mai-juin 2013, Microsoft Security Essentials arrive en queue de peloton - 25e sur 25 solutions testées - en matière de niveau de protection. En revanche, selon ce même test, il obtient la meilleure note possible concernant l'absence de faux positif.

## Annexe